# Eugoa quadriplagiata
Eugoa quadriplagiata là một loài bướm đêm thuộc phân họ Arctiinae, họ Erebidae.